# 英施泰特魏爾湖
48°15′34″N 10°16′34″E / 48.25944°N 10.27611°E
英施泰特魏爾湖（德語：Ingstetter Weiher），是德國的湖泊，位於該國東南部，由巴伐利亞州負責管轄，長0.4公里、寬0.1公里，面積0.04平方公里，海拔高度530米，湖岸線長度1公里。